# Romano Puppo
Romano Puppo, né à Rome le 25 mars 1933 et mort à Trieste le 11 mai 1994, est un cascadeur et acteur italien.

## Biographie
Né à Rome, Romano Puppo a fait ses débuts en 1961 dans le film Quand la chair succombe de Mauro Bolognini et, après de petits rôles, devient un acteur de genre du cinéma italien, interprétant des rôles de sbires et de méchants.
Il est surtout actif dans les genres western spaghetti et poliziotteschi. Dans certaines comédies, il est l'antagoniste de Paolo Villaggio. Il a été la doublure de Lee Van Cleef.
Romano Puppo est mort dans un accident de voiture à l'âge de 61 ans.

## Filmographie partielle
- 1962 : Quand la chair succombe (Senilità) de Mauro Bolognini
- 1965 : Les Forcenés (Gli uomini dal passo pesante) d'Albert Band et Anthony Wileys (Mario Sequi)
- 1967 : Le Dernier Jour de la colère (I giorni dell'ira) de Tonino Valerii
- 1967 : Furie au Missouri (I giorni della violenza) de Alfonso Brescia
- 1968 : Pas de pitié pour les salopards (Al di là della legge) de Giorgio Stegani
- 1972 : Un homme à respecter (Un Uomo da rispettare) de Michele Lupo
- 1974 : Les Durs ( Uomini duri) de Duccio Tessari
- 1975 : Cipolla Colt d'Enzo G. Castellari
- 1975 : Le Blanc, le Jaune et le Noir (Il Bianco il gallio il nero) de Sergio Corbucci
- 1975 : Ursula l'anti-gang ou Les aventures d'une air-hôtesse (Colpo in canna) de Fernando Di Leo
- 1976 : La Grande Débandade (Le Avventure e gli amori di Scaramouche) d'Enzo G. Castellari
- 1976 : Big Racket (Il grande racket) d'Enzo G. Castellari
- 1977 : Adios California  (California) de Michele Lupo
- 1977 : Action immédiate (La via della droga) d'Enzo G. Castellari
- 1979 : Le Grand Alligator (Il fiume del grande caimano) de Sergio Martino
- 1980 : Cobra (Il giorno del cobra) d'Enzo G. Castellari
- 1982 : La Fille de Trieste (La ragazza di Trieste) de Pasquale Festa Campanile
- 1983 : 2019 après la chute de New York (2019 - Dopo la caduta di New York) de Sergio Martino
- 1984 : Le Bon Roi Dagobert de Dino Risi
- 1985 : Fracchia contro Dracula de Neri Parenti
- 1987 : Ghoulies 2 d'Albert Band
- 1988 : Robowar - Robot da guerra de Bruno Mattei